# Inondation de 2016 de Virginie-Occidentale
L'inondation de Virginie-Occidentale de 2016 est une inondation qui a touché l’État américain de Virginie-Occidentale le 23 juin 2016, provoquant la mort d'au moins 26 personnes. Le 25 juin, le président Barack Obama déclare l'État sinistré et ordonne à la garde nationale d'aider à l'évacuation des habitants des comtés concernés.